# Charles Petro
Charles Petro, né le 8 février 2001 à Blantyre, est un footballeur international malawite, qui évolue au poste de milieu défensif au FC Botoșani.

## Biographie

### En club

#### Débuts au Malawi
En 2018, alors qu'il évoluait depuis 2017 aux Premier Bet Wizards, Charles Petro rejoint le Nyasa Big Bullets, club de sa ville natale, Blantyre. Lors de sa première saison, il évolue avec l'équipe réserve en deuxième division de la région Sud. En 2019, Petro est intégré à l'équipe première, et joue un rôle déterminant dans la conquête du titre de champion du Malawi, en prenant la place du capitaine John Lanjesi, blessé. Il est en conséquence élu meilleur défenseur du championnat, et est nommé au titre de meilleur joueur du championnat, honneur remporté par Peter Banda.

#### Départ au Sheriff Tiraspol
Après avoir rejeté la proposition d'un essai dans le club sud-africain de Polokwane City, il réalise un essai d'un mois en janvier 2020 au Sheriff Tiraspol, en Moldavie. En février, il rejoint officiellement le club en signant un contrat de trois saisons. Il dispute son premier match le 3 juillet 2020 en championnat face au Speranța Nisporeni (victoire 2-0). Il découvre aussi les tours préliminaires de Ligue des champions, en disputant son premier match face au CS Fola Esch (victoire 2-0), avant d'être éliminé par le Qarabağ FK au tour suivant. Petro est titulaire lors la première moitié de la saison, avant de perdre cette place. Il dispute tout de même 22 matchs de championnat et contribue au sixième championnat consécutif remporté par le Sheriff Tiraspol. En coupe, Petro et ses coéquipiers échouent en finale aux tirs au but face au FC Sfîntul Gheorghe.
En juin 2021, le club perd aussi la finale de Supercoupe face au même club encore aux penalties, Petro voyant le sien repoussé par le gardien adverse. En Ligue des champions, le club réalise une épopée, en éliminant le KF Teuta (victoires 0-4 et 1-0), puis Alashkert (victoires 0-1 et 3-1), l'Étoile rouge de Belgrade (1-1, 1-0) et enfin le Dinamo Zagreb en barrages (3-0, 0-0). Le club se qualifie ainsi pour la première fois de son histoire ainsi que pour celle du football moldave en phase de groupes de C1, où il est opposé au Real Madrid, à l'Inter Milan et au Chakhtar Donetsk.

### En sélection
Il reçoit sa première sélection en équipe du Malawi le 20 avril 2019, contre l'Eswatini. Ce match nul et vierge rentre dans le cadre des éliminatoires du championnat d'Afrique des nations 2020.
Il participe ensuite quelques semaines plus tard à la Coupe COSAFA 2019 organisée en Afrique du Sud. Lors de cette compétition, il joue cinq matchs. Le Malawi se classe cinquième du tournoi.

## Statistiques

### En club
| Saison                | Club                  | Championnat           | Championnat | Championnat | Coupe(s) nationale(s) | Coupe(s) nationale(s) | Supercoupe | Supercoupe | Compétition(s) continentale(s) | Compétition(s) continentale(s) | Compétition(s) continentale(s) | Total | Total |
| Saison                | Club                  | Division              | M.          | B.          | M.                    | B.                    | M.         | B.         | Comp.                          | M.                             | B.                             | M.    | B.    |
| 2020-2021             | Sheriff Tiraspol      | Divizia Națională     | 22          | 1           | 1                     | 0                     | -          | -          | C1+C3                          | 2+1                            | 0+0                            | 26    | 1     |
| 2021-2022             | Sheriff Tiraspol      | Divizia Națională     | 9           | 1           | 1                     | 0                     | 1          | 0          | C1                             | 3                              | 0                              | 14    | 1     |
| Total sur la carrière | Total sur la carrière | Total sur la carrière | 31          | 2           | 2                     | 0                     | 1          | 0          | -                              | 6                              | 0                              | 40    | 2     |

## Palmarès
| Nyasa Big Bullets - Championnat du Malawi (1) : - Champion : 2019.                                 |  | Sheriff Tiraspol \| - Championnat de Moldavie (1) : - Champion : 2020-21. - Coupe de Moldavie : - Finaliste : 2020-21. \| \| - Supercoupe de Moldavie : - Finaliste : 2021. \| |
| - Championnat de Moldavie (1) : - Champion : 2020-21. - Coupe de Moldavie : - Finaliste : 2020-21. |  | - Supercoupe de Moldavie : - Finaliste : 2021. |